# Izquierda Unida
Izquierda Unida (IU, česky Sjednocená levice, Jednotná levice, někdy též Levý blok) je původně koalice španělských levicových stran vzniklá roku 1986 v rámci protestů proti NATO, přeměněná později na politické hnutí. Na jejím založení se podíleli socialisté, zelení, pacifisté a republikáni, nejsilnějším členem byla Komunistická strana Španělska (PCE). V rejstříku politických stran je IU vedena od listopadu 1992.
Sjednocená levice se staví za eurokomunismus, ekosocialismus a federalismus, je součástí Strany evropské levice.

## Charakteristika

### Elektorát

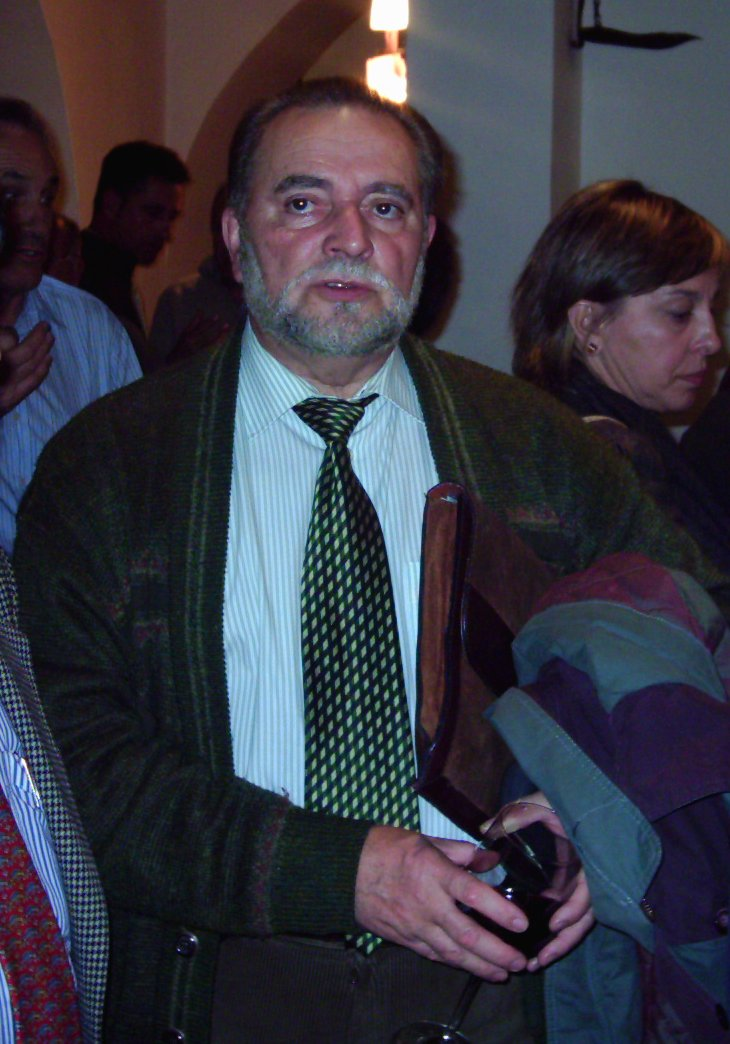
Julio Anguita, bývalý lídr, jenž byl v čele strany v letech 1989-2000

Tzv. voličské jádro Sjednocené levice čítá přibližně milion hlasů. Nejsilnější pozice drží v regionech s tradiční podporou pro PCE, tj. v Katalánsku, v Asturii, v Madridském společenství, ve Valencii a v Andalusii. Mimoto také v Baskicku a ve společenství Navarra, kde není podpora historicky daná vazbami na Komunistickou stranu.

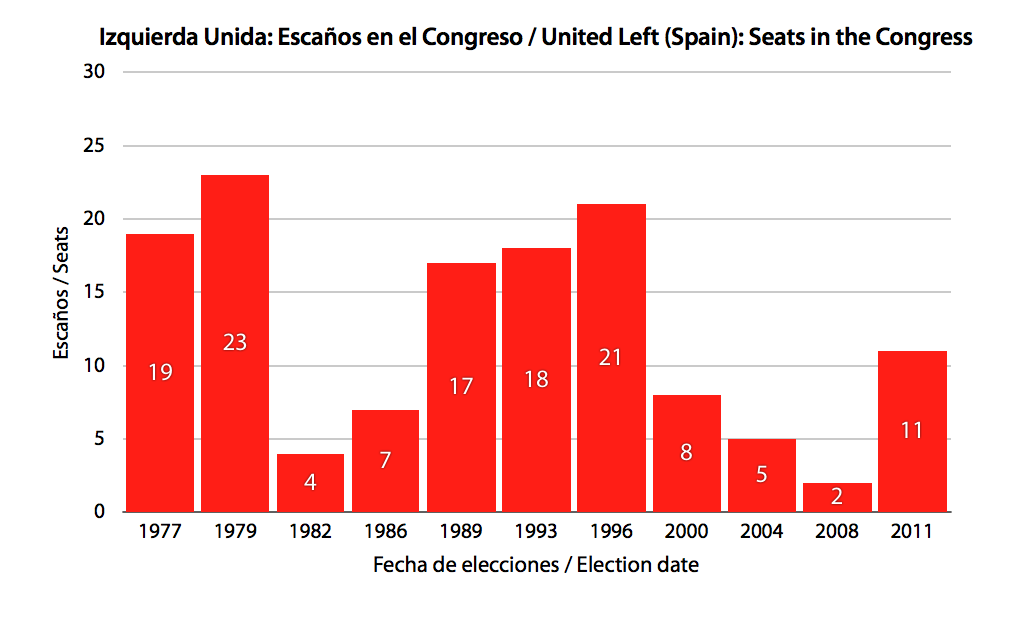
Vývoj získaných mandátů

Aktuálně drží IU mimo jiné post starosty Córdoby (Rosa Aguilar) a v několika menších městech.

## Historie

### Vznik
Koalice vznikla během protestů proti členství Španělska v Severoatlantické alianci jako Občanská platforma pro odchod Španělska z NATO (Plataforma Cívica por la salida de España de la OTAN). Ta šla následně do voleb 1986 pod názvem Platforma sjednocené levice (Plataforma de la Izquierda Unida). Mezi sdružené strany patřily:
- Komunistická strana Španělska (Partido Comunista de España, PCE)
- Komunistická strana národů Španělska (Partido Comunista de los Pueblos de España, PCPE) (opustila koalici v roce 1989)
- Strana socialistické akce (Partido de Acción Socialista, PASOC) (opustila koalici v roce 2001, část strany zůstala pod názvem Iniciativa Socialista de Izquierdas)
- Republikánská levice (Izquierda Republicana, IR) (koalici opustila v roce 2002)
- Revoluční strana pracujících (Partido Revolucionario de los Trabajadores, PRT) (opustila koalici v roce 2004)
- Pokroková federace (Federación Progresista, FP) (opustila koalici v roce 1987)
- Karlistická strana (Partido Carlista, PC) (opustila koalici v roce 1987)
- Humanistická strana (Partido Humanista, PH) (opustila koalici v roce 1987)

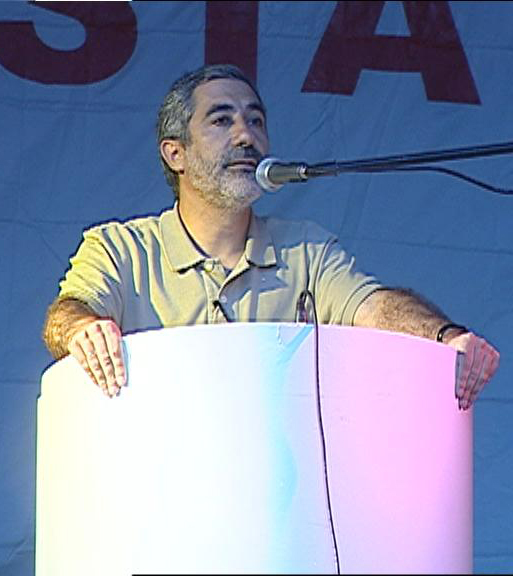
Gaspar Llamazares Trigo, bývalý lídr, jenž byl v čele strany v letech 2001-2008

 Kromě politických stran se začlenily i nezávislé osobnosti. Volební výsledek nenaplnil očekávání, IU obdržela 935 504 hlasů (tj. 4,63 %) a 7 mandátů. Přesto bylo rozhodnuto nejen zachovat koalici, ale vytvořit i základní strategický program. V komunálních volbách o rok později bylo dosaženo výsledku nad 7 % hlasů. V roce 1989 zažila Sjednocená levice vzestup, když získala 1 858 588 hlasů (tj. 9,1 % voličů) a 17 mandátů.
Po odchodu menších stran se ještě zvětšilo hegemonní postavení PCE, která tvořila přes 80 % členů IU. V roce 1989 byla schválena přeměna z volební koalice na politické a sociální hnutí.

### 90. léta
Sjednocené levici se v 90. letech podařilo získat několik volebních úspěchů: v roce 1993 obdržela 9,55 % hlasů a 18 mandátů, v roce 1996 pak 10,54 % hlasů a 21 mandátů. Úspěch v komunálních volbách 1995 umožnil vzniku koalicím se Španělskou socialistickou dělnickou stranou (PSOE), především v Andalusii. Od příchodu pravicové Lidové strany k moci se strategie IU změnila, když přibylo útoků na PSOE. Předseda IU Julio Anguita argumentoval politickou situací Itálie během studené války: místo spojenectví se socialisty (sociálními demokraty) se musí voličské hlasy získat jejich kritikou, a zvrátit tak voličské preference doleva. Jeho dobré vztahy s premiérem Aznarem navíc přiměla mnohá média k úvahám o „skryté koalici“ proti socialistům. Na konci 90. let prošla IU krizí, když ji postihla vlna zakládání frakcí a odchodů z hnutí.

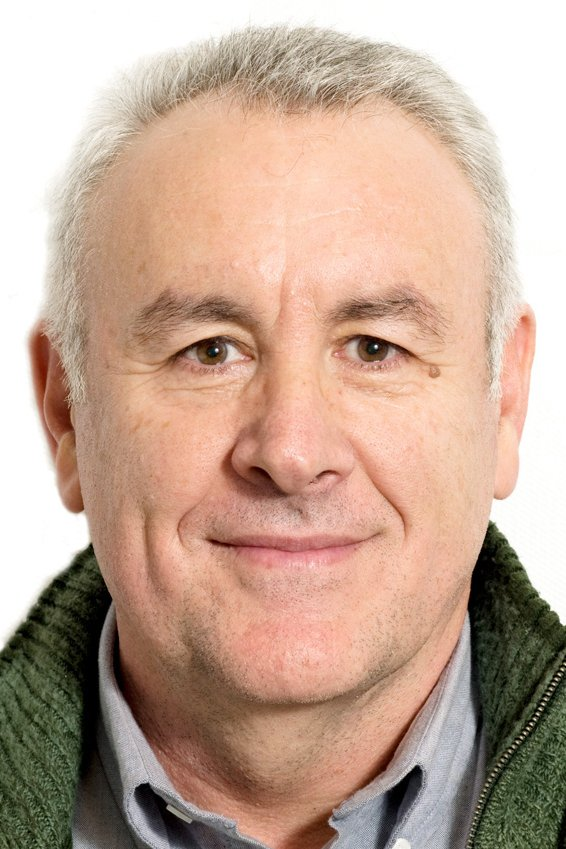
Cayo Lara Moya, lídr strany (od roku 2008-)

### Od roku 2000
Na konci roku Anguita odstoupil a byl nahrazen Franciscem Frutosem. Pod jeho vedením změnila Sjednocená levice přístup k PSOE, což vedlo k podpisu předvolební dohody. V roce 2000 získala v parlamentních volbách pouze 5,45 % hlasů a 8 mandátů. Koncem roku byl do čela zvolen Gaspar Llamazares, který na rozdíl od Frutose dokázal sjednotit širší levicové spektrum a nebyl vázán na PCE. Volební koalice IU a katalánských zelených ale ve volbách 2004 neuspěla, získala 4,96 % a pouze 5 mandátů. Následně podporovala menšinovou vládu socialistů. Dlouhá řada volebních porážek opět zapříčinila hlubokou krizi. Ve volbách 2008 navíc zaznamenala IU nejhorší výsledek v historii. I když zůstala třetí nejsilnější formací podle počtu odevzdaných hlasů (byť s 3,8 %), připadly jí pouze 2 mandáty.
Od roku 2008 stojí v čele strany Cajo Lara Moya (* 1952).